# Yves Lahaye
Yves Lahaye (Oreye, 12 juli 1957) is een Belgische voormalige atleet, die gespecialiseerd was in het hordelopen. Hij werd eenmaal Belgisch kampioen.

## Loopbaan
Lahaye werd in 1978 Belgisch kampioen op de 110 m horden. Hij was aangesloten bij AC Oreye, een onderafdeling van FC Luik.

## Belgische kampioenschappen
| Onderdeel    | Jaar |
| ------------ | ---- |
| 110 m horden | 1978 |

## Persoonlijke record
| Onderdeel    | Prestatie | Datum       | Plaats |
| ------------ | --------- | ----------- | ------ |
| 110 m horden | 14,20 s   | 30 mei 1982 | Parijs |

## Palmares
110 m horden
- 1978:  BK AC - 14,4 s
- 1979:  BK AC - 14,3 s
- 1980:  BK AC - 14,72 s
- 1982:  BK AC - 14,35 s